# Kolná

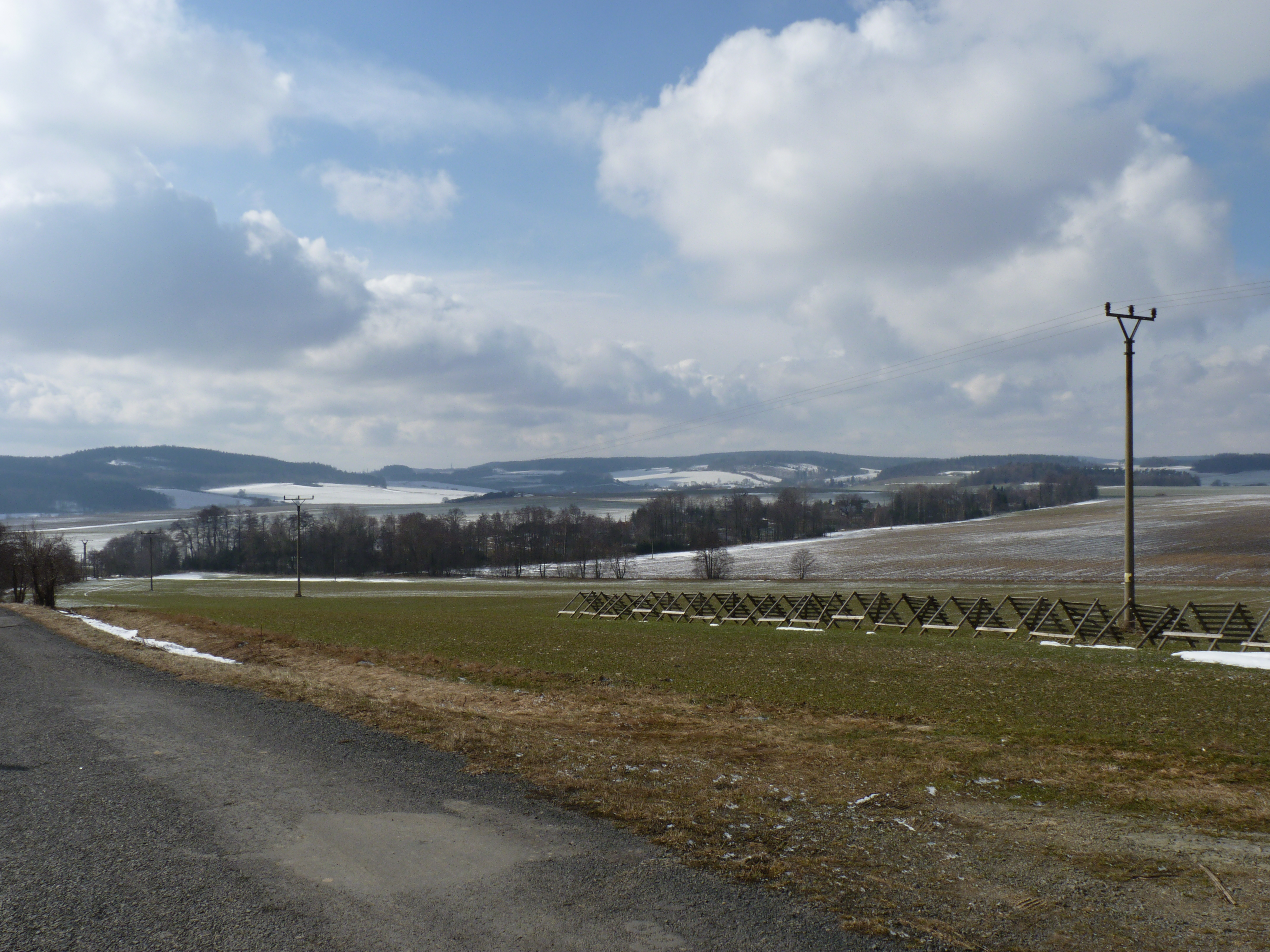
Blick von Úblo auf Kolná

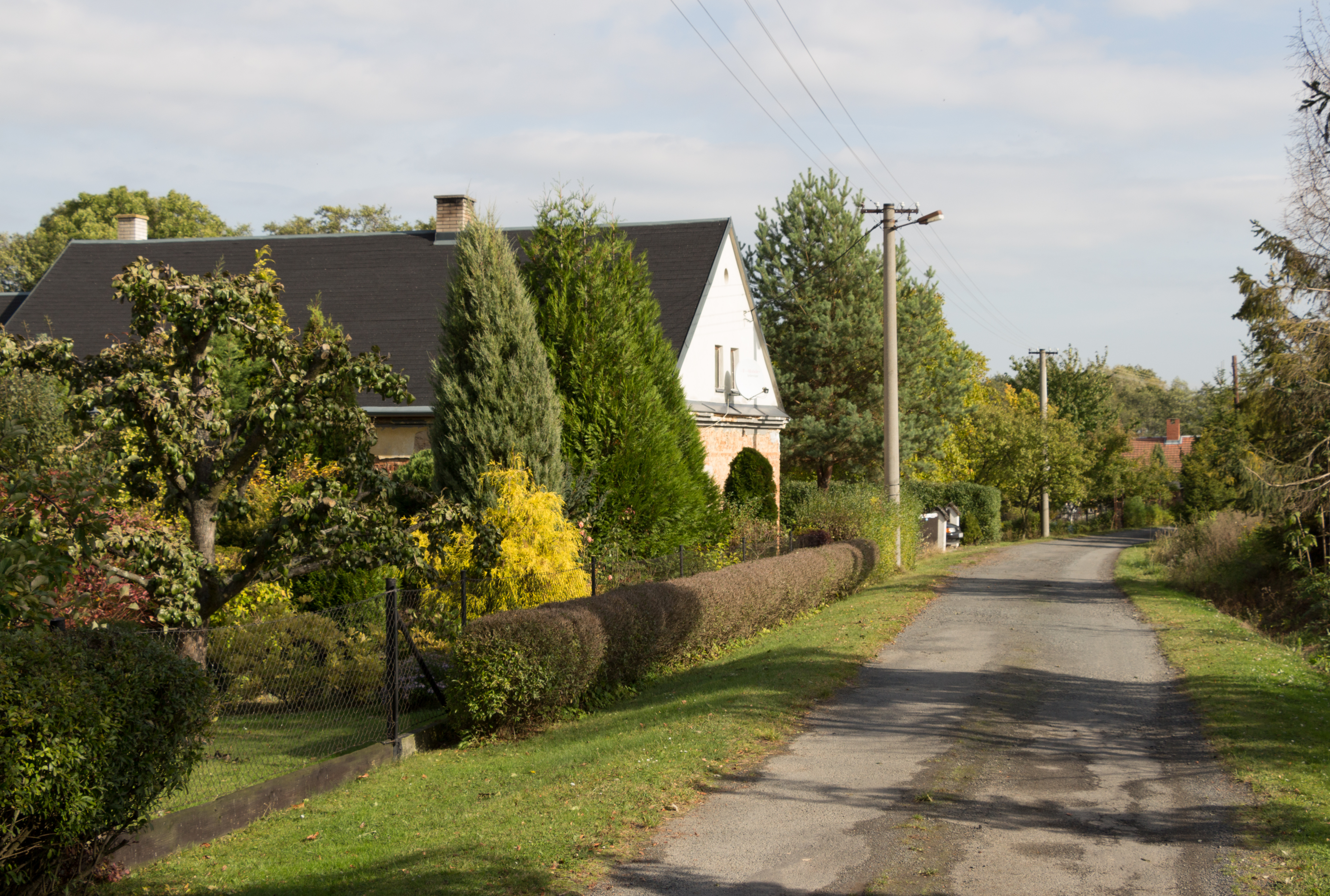
Dorfstraße

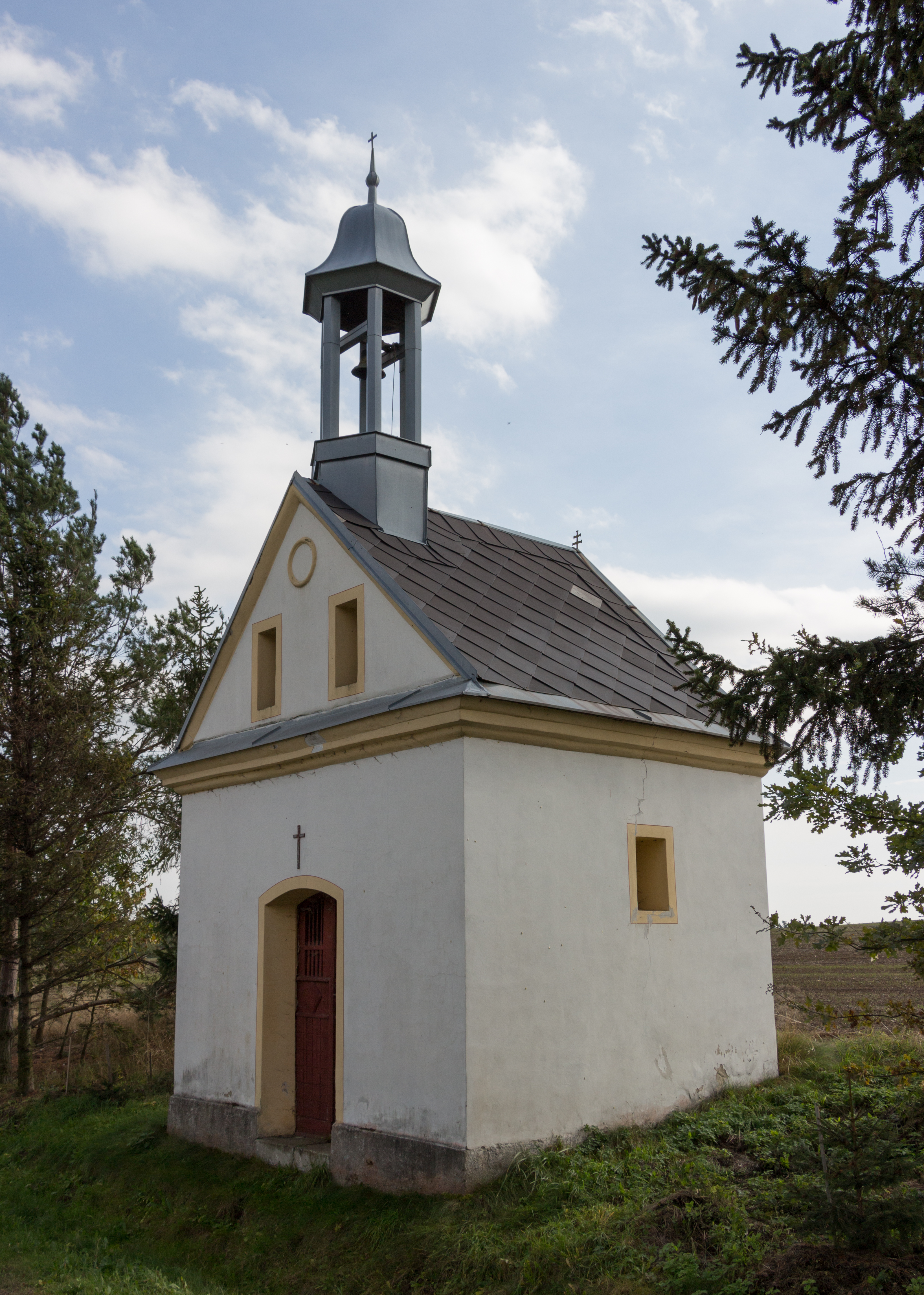
Kapelle in Kolná

Kolná (deutsch Jagdhase, polnisch Kolna) ist ein Ortsteil der Gemeinde Brumovice (Braunsdorf) in Tschechien. Er liegt neun Kilometer südlich von Krnov (Jägerndorf) nahe der Grenze zu Polen und gehört zum Okres Opava.

## Geographie
Der als Zeilendorf angelegte Ort Kolná erstreckt sich rechtsseitig eines kleinen Zuflusses zur Hořina (Horzina) in der Brantická vrchovina (Bransdorfer Hügelland). Südlich erheben sich der Kühberg (459 m. n.m.) und der Hájek (Hay, 498 m. n.m.), im Südwesten der Anenský vrch (Annaberg, 506 m. n.m.) und die Dubina (Eichberg, 480 m. n.m.), westlich die Svoboda (467 m. n.m.) und der Cižín (450 m. n.m.) sowie im Nordwesten der Lichnovský kopec (463 m. n.m.) und der Nad Lomem (419 m. n.m.).
Nachbarorte sind  Býkov (Pickau) im Norden, Úblo (Aubeln), Branice (Branitz) und Brumovický Mlýn (Braunsdorfer Mühle) im Nordosten, Brumovice und Skrochovice (Skrochowitz) im Osten,  Tábor (Tabor), Kamenec (Kamenz), Nevrlovo (Marx) und Velké Heraltice (Großherrlitz) im Südosten, Malé Heraltice (Kleinherrlitz) im Süden, Sosnová (Zossen) im Südwesten, Lichnov (Lichten) im Westen sowie Dubnice (Taubnitz) und Láryšov (Larischau) im Nordwesten.

## Geschichte
Die Kolonie Jagdhase wurde 1780 durch die Jägerndorfer Kammer in einem gerodeten Laubwald gegründet, der durch die Siedler in Ackerland umgewandelt wurde. 
Im Jahre 1835 bestand Jagdhase aus 24 Häusern mit 117 katholischen und deutschsprachigen Einwohnern, die von Ackerbau und Tagelohn lebten. Pfarr- und Schulort war Braunsdorf. Bis zur Mitte des 19. Jahrhunderts gehörte Jagdhase zu den herzoglichen Kammergütern. 
Nach der Aufhebung der Patrimonialherrschaften bildete Jagdhase einen Ortsteil der Gemeinde Aubeln im Gerichtsbezirk Jägerndorf. Ab 1869 gehörte Jagdhase / Jochoz zum Bezirk Jägerndorf. Zu dieser Zeit hatte das Dorf 100 Einwohner und bestand aus 22 Häusern. Im Jahre 1900 lebten in Jagdhase 80 Personen, 1910 waren es 70. Beim Zensus von 1921 lebten in den 24 Häusern von Jagdhase / Jochoz 91 Deutsche. Der tschechische Ortsname wurde 1924 in Kolná geändert. Im Jahre 1930 bestand Jagdhase aus 22 Häusern und hatte 75 Einwohner. Nach dem Münchner Abkommen wurde das Dorf 1938 dem Deutschen Reich zugesprochen und gehörte bis 1945 zum Landkreis Jägerndorf. Nach dem Ende des Zweiten Weltkrieges kam Kolná zur Tschechoslowakei zurück, die deutschsprachige Bevölkerung wurde größtenteils vertrieben. Im Jahre 1950 hatte das Dorf 42 Einwohner und bestand aus 24 Häusern. 1961 wurde Kolná zusammen mit der Gemeinde Úblo in den Okres Opava umgegliedert. 1963 erfolgte die Eingemeindung nach Brumovice. Im Jahre 1970 hatte Kolná 24 Einwohner, 1991 waren es nur noch vier. Beim Zensus von 2011 lebten in den neun Wohnhäusern von Kolná elf Personen; die meisten Häuser des Dorfes werden heute nicht mehr zu Wohnzwecken genutzt.

## Ortsgliederung
Der Ortsteil Kolná ist Teil des Katastralbezirks Úblo.

## Sehenswürdigkeiten
- Kapelle, in der Ortsmitte